# いちき串木野警察署
いちき串木野警察署（いちきくしきのけいさつしょ）は鹿児島県いちき串木野市東島平町にある鹿児島県警察の警察署である。
旧名称は串木野警察署。管轄区域は鹿児島県いちき串木野市である。

## 概要
- 所在地：鹿児島県いちき串木野市東島平町6227番地
- 管轄区域：いちき串木野市
- 運転免許証の更新：可能
- 運転免許証の再交付：可能
- 運転免許証の失効に伴う新規免許証の申請：可能

※2008年（平成20年）10月1日から鹿児島市内3ヶ所の警察署（鹿児島中央警察署・鹿児島西警察署・鹿児島南警察署）を除く鹿児島県内の25ヶ所の警察署と4ヶ所の幹部派出所（甑島幹部派出所・垂水幹部派出所・喜界幹部派出所・与論幹部派出所）で運転免許証の更新や再交付、運転免許証の失効に伴う新規免許証の申請が管轄区域に関わらずできるようになる。但し、身体障害者運転適性検査装置等による検査が必要な者と運転免許効力停止処分中の者は除く。

## 沿革
- 1954年（昭和29年） - 新警察法が施行されたのに伴い、串木野警察署を設置[2]。
- 2006年（平成18年）10月1日：先の市町村合併に併せ、名称をいちき串木野警察署に改称。

## 組織
- 警務課
- 会計課
- 生活安全刑事課
- 地域課
- 交通課
- 警備課

## 交番
| 交番       | 所在地         | 所在地   |
| 交番       | 市名           | 町・字名 |
| ---------- | -------------- | -------- |
| 串木野駅前 | いちき串木野市 | 曙町     |

## 警察官駐在所
| 警察官駐在所 | 所在地         | 所在地   |
| 警察官駐在所 | 市名           | 町・字名 |
| ------------ | -------------- | -------- |
| 羽島         | いちき串木野市 | 羽島     |
| 市来         | いちき串木野市 | 湊町     |

### 廃止された警察官駐在所
- 金山駐在所（きんざん・いちき串木野市下名（現・金山)））（2010年3月31日廃止）
- 生福駐在所（せいふく・いちき串木野市上名（現・生福））（2012年3月廃止)[3]

## 不祥事
- 2011年3月14日 - いちき串木野署が津波による避難勧告中に宴会を開いていたことが発覚。送別会を行い更に県警本部に警備にあたる警察官の人数を虚偽報告していたことが明らかになった。